# Perga agnata
Perga agnata – gatunek błonkówki z rodziny Pergidae.

## Taksonomia
Gatunek ten został opisany w 1919 roku przez Francisa Morice’a. Jako miejsce typowe podano australijski stan Wiktoria. Holotypem była samica.

## Zasięg występowania
Australia. Występuje w płd.- wsch. części kraju, w stanie Wiktoria.